# Tiempo de Navidad
El tiempo litúrgico de Navidad es un período del año litúrgico católico  que inicia en la víspera de la solemnidad de la Natividad del Señor y finaliza con la solemnidad del Bautismo del Señor.
Uno de sus nombres provienen justamente del catolicismo, la primera rama cristiana en comenzar a celebrar el tiempo de Navidad, actualmente también está arraigada en otras confesiones cristianas de todo el mundo, que las suelen usar como sinónimo de los doce días de Navidad. Aunque oficialmente la navidad solamente dura el día 25 de diciembre  el tiempo de Navidad se extiende desde el 25 de diciembre y concluye hasta el domingo siguiente al 6 de enero, oscilando entre el 9 y el 13 de enero, o el lunes siguiente al 7 de enero oscilando entre el 8 y el 9 de enero, comienza en la tarde del día de Nochebuena y no el mismo día de Navidad; dentro de sus días celebra otras festividades, aparte de Nochebuena y Navidad, como San Esteban (26 de diciembre), Santos Inocentes (28 de diciembre), Sagrada Familia (30 de diciembre), Nochevieja (31 de diciembre), Año Nuevo y Santa María (1 de enero), Duodécima Noche (5 de enero), Epifanía (6 de enero o el domingo oscilando entre el 2 y el 8 de enero) y  el Bautismo de Jesús (domingo siguiente al 6 de enero, oscilando entre el 9 y el 13 de enero, o el lunes siguiente al 7 de enero oscilando entre el 8 y el 9 de enero) en contraposición de los doce días que son celebrados como una fiesta unitaria.

## Contexto
El tiempo de Navidad comienza al atardecer del 24 de diciembre. Históricamente, el final de la fiesta es hasta el domingo siguiente al 6 de enero. Esta fecha tradicional todavía es seguida por la Iglesia Anglicana y la Iglesia Luterana, que trata a la Natividad y a los doce días como una sola fiesta.
Sin embargo, el final se define de manera diferente por algunas ramas cristianas. En 1969, el Rito romano de la Iglesia Católica expandió la Navidad con un número variable de días: "El tiempo de Navidad se extiende desde... hasta el domingo después de la Epifanía conocido como el Bautismo de Jesús, oscilando entre el 9 y el 13 de enero, o el lunes siguiente al 7 de enero, oscilando entre el 8 y el 9 de enero". Antes de 1955, los doce días de Navidad en el Rito Romano (del 25 de diciembre al 5 de enero) fueron seguidos por los 8 días de la octava de la Epifanía, del 6 al 13 de enero.

## Tradiciones

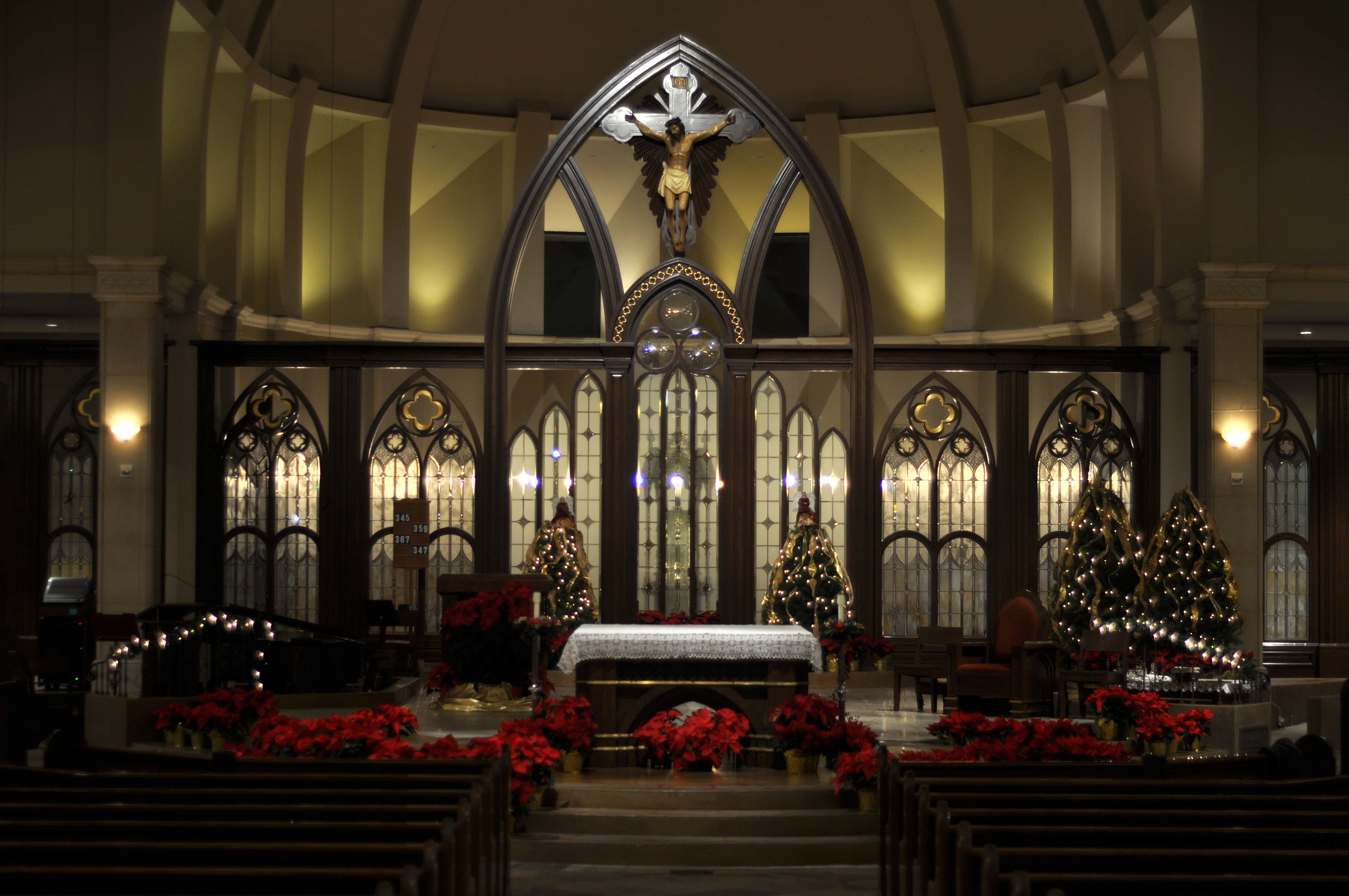
Misa del Gallo durante el tiempo de Navidad. La luz tenue y decoración floral es propio de la misa.

A nivel mundial la temporada de Navidad, se celebran tradicionalmente varias festividades y los edificios están adornados con adornos navideños, que a menudo se establecen durante el Adviento. Estas decoraciones navideñas incluyen los Nacimientos, el árbol de Navidad y varios objetos relacionados. En el cristianismo occidental, los dos días tradicionales en los que se retiran las decoraciones son el lunes siguiente al Bautismo de Jesús oscilando entre el 10 y el 14 de enero, o el martes siguiente a esta fiesta oscilando entre el 9 y el 10 de enero y Candelaria. Dejar las decoraciones más allá de la Candelaria se considera una muestra de desinterés y una falta de respeto, teniendo en cuenta que la Navidad finalizó el día del Bautismo de Jesús.
En la Nochebuena y en Navidad, es costumbre que la mayoría de los hogares de la cristiandad asistan a misa. Durante la solemnidad de la Navidad, en muchas familias cristianas, se otorga un regalo por cada uno de los días del tiempo de Navidad, mientras que en otros, los regalos solo se entregan el mismo día de Navidad o durante la Duodécima Noche, el primer y último día de la temporada festiva respectivamente. La práctica de dar regalos durante la Navidad, según la tradición cristiana, es un símbolo de la presentación de los regalos por parte de los Reyes Magos al infante Jesús.
En la Iglesia ortodoxa de Rusia, el tiempo de Navidad se conoce como Svyatki, que significa Días Santos. Se celebra desde la Natividad de Cristo (7 de enero) hasta el Bautismo de Jesús (19 de enero). Las actividades durante este período incluyen asistir a los servicios religiosos, cantar villancicos e himnos espirituales, visitar a familiares y amigos y realizar obras de misericordia, como visitar a los enfermos, ancianos y huérfanos. Desde la disolución de la Unión Soviética, Babouschka, un personaje similar a la italiana Befana, ha regresado como una figura mitológica popularmente favorita de las tradiciones navideñas en Eurasia.